# Severus et Celer
Ne doit pas être confondu avec Celer, compagnon d'armes de Romulus, ni Celer, aide de camp d'Hadrien, ni Marcus Aedius Celer, homme politique.
Severus et Celer sont deux architectes et ingénieurs romains actifs à Rome vers le milieu du Ier siècle, sous les règnes de Néron et Vespasien. Ils sont considérés comme les architectes attitrés de Néron. Le Colisée et la Domus aurea comptent parmi les plus grandes réalisations qui leur sont attribuées.

## Biographie
Celer est un architecte au statut d'esclave qualifié de machinator (« ingénieur ») par Tacite et qui travaille pour Severus, qualifié de magister (« maître d'œuvre » ou « architecte en chef »), ce dernier étant certainement l'architecte le plus célèbre et le plus prometteur à Rome à cette époque. Celer et Severus seraient originaires de Florentia sur les rives de l'Arno. Ils sont tous deux supposés être à l'origine des plans de la Domus aurea, grand palais de Néron. Severus est également paysagiste et, en plus de superviser la construction du palais, il s'occupe de l'aménagement extérieur, parcs et jardins. Celer est quant à lui chargé de trouver des solutions pour dresser le colosse de Néron de 35 mètres de haut, ainsi que de la réalisation des pièces d'eau et autres machineries du palais. Selon Tacite, ils ont également dessiné les plans d'un canal qui aurait facilité la navigation entre Pouzzoles et le Tibre, mais ces travaux de creusement ne sont pas menés à terme,.

« Néron mit à profit la destruction de sa patrie, et bâtit un palais où l’or et les pierreries n’étaient pas ce qui étonnait davantage ; ce luxe est depuis longtemps ordinaire et commun mais il enfermait des champs cultivés, des lacs, des solitudes artificielles, bois, esplanades, lointains. Ces ouvrages étaient conçus et dirigés par Celer et Severus, dont l’audacieuse imagination demandait à l’art ce que refusait la nature, et se jouait capricieusement des ressources du prince. Ils lui avaient promis de creuser un canal navigable du lac Averne à l’embouchure du Tibre, le long d’un rivage aride ou sur un sol traversé de montagnes. On ne rencontrait d’eaux que celles des marais Pontins ; le reste du pays était sec ou escarpé dût-on venir à bout de vaincre les obstacles, le travail était excessif, l’utilité médiocre. Néron cependant voulait de l’incroyable : il essaya de percer les hauteurs voisines de l’Averne, et l’on voit encore des traces de son espérance déçue. »

— Tacite, Annales, XV, 42
Considérés comme les architectes favoris de Néron, Severus et Celer ont certainement été associés à tous les grands projets d'urbanisme de l'empereur, notamment lorsqu'il a fallu relever la ville de Rome de ses cendres après le grand incendie de 64. Ils sont donc probablement en partie à l'origine des plans plus espacés et aérés de l'urbs nova telle que souhaitée par Néron,. Une source antique fait référence à un « nouveau guide d'urbanisme » rédigé à l'instigation du gouvernement après l'incendie, qui pourrait être attribué à Severus et Celer, les prescriptions qu'il contient correspondant aux nouvelles règles architecturales qu'ils ont introduites lors de la construction de la Domus aurea.
Une inscription difficile à dater et semblant faire référence à Celer a été retrouvée sur un chapiteau d'une colonne dans le jardin de l'église S. Agnese fuori le mura : CELERI NERONIS AVGVSTI L. Selon une hypothèse, il pourrait s'agir d'une épitaphe et l'inscription a été reconstituée comme CELERI NERONIS AVGVSTI L[IBERTO ARCHITECTO], ce qui voudrait dire que Celer a été affranchi par Néron.